# 어보 목록
이 문서는 조선시대 왕과 왕비, 세자와 세자빈의 인장이었던 어보(御寶)의 목록이다.
어보는 왕이나 왕비가 승하한 뒤, 시호나 존호를 올릴때, 또는 세자에서 왕으로 추존할 때 대개 올려졌으나, 살아있을 때에도 존호를 받을 때에도 제작될 수 있었다. 어보는 기록에 의하면 총 368과가 있으며, 현존하는 어보는 329과, 소재가 불명인 어보는 39과이다.
| 주인공   | 인문 | 제작연대           | 의례         | 재질   | 손잡이 |
| -------- | --- | ------------------ | ------------ | ------ | ------ |
| 목조     | 인문성목대왕지보 (仁文聖穆大王之寶)                                                                         | 1705년(숙종 31년)  | 새 어보 제작 | 금보   | 거북   |
| 효공왕후 | 효공왕후지보 (孝恭王后之寶)                                                                                 | 1705년(숙종 31년)  | 새 어보 제작 | 금보   | 거북   |
| 익조     | 강혜성익대왕지보 (康惠聖翼大王之寶)                                                                         | 1705년(숙종 31년)  | 새 어보 제작 | 금보   | 거북   |
| 정숙왕후 | 정숙왕후지보 (貞淑王后之寶)                                                                                 | 1705년(숙종 31년)  | 새 어보 제작 | 금보   | 거북   |
| 도조     | 공의성도대왕지보 (恭毅聖度大王之寶)                                                                         | 1705년(숙종 31년)  | 새 어보 제작 | 금보   | 거북   |
| 경순왕후 | 경순왕후지보 (敬順王后之寶)                                                                                 | 1705년(숙종 31년)  | 새 어보 제작 | 금보   | 거북   |
| 환조     | 연무성환대왕지보 (淵武聖桓大王之寶)                                                                         | 1705년(숙종 31년)  | 새 어보 제작 | 금보   | 거북   |
| 의혜왕후 | 의혜왕후지보 (懿惠王后之寶)                                                                                 | 1705년(숙종 31년)  | 새 어보 제작 | 금보   | 거북   |
| 태조     | 지인계운성문신무대왕지보 (至仁啓運聖文神武大王之寶)                                                         | 1408년(태종 8년)   | 시호를 추상  | 금보   | 용     |
| 태조     | 강헌지인계운성문신무정의광덕대왕지보 (康獻至仁啓運聖文神武正義光德大王之寶)                                 | 1683년(숙종 9년)   | 존호를 추상  | 금보   | 거북   |
| 태조     | 강헌지인계운응천조통광훈영명성문신무정의광덕대왕지보 (康獻至仁啓運應天肇統廣勳永命聖文神武正義光德大王之寶) | 1872년(고종 9년)   | 존호를 추상  | 금보   | 거북   |
| 태조     | 태조고황제보 (太祖高皇帝寶)                                                                                 | 1899년(광무 3년)   | 황제로 추숭  | 옥보   | 용     |
| 신의왕후 | 승인순성신의왕후지보 (承仁順聖神懿王后之寶)                                                                 | 1705년(숙종 31년)  | 시호를 추상  | 금보   | 거북   |
| 신의왕후 | 고황후보 (高皇后寶)                                                                                         | 1899년(광무 3년)   | 황후로 추숭  | 옥보   | 용     |
| 신덕왕후 | 순원현경신덕왕후지보 (順元顯敬神德王后之寶)                                                                 | 1669년(현종 10년)  | 신위를 부묘  | 금보   | 거북   |
| 신덕왕후 | 고황후보 (高皇后寶)                                                                                         | 1899년(광무 3년)   | 황후로 추숭  | 옥보   | 용     |
| 정종     | 공정의문장무온인순효대왕지보 (恭靖懿文莊武溫仁順孝大王之寶)                                                 | 1681년(숙종 7년)   | 존호를 추상  | 금보   | 거북   |
| 정안왕후 | 온명장의정안왕후지보 (溫明莊懿定安王后之寶)                                                                 | 1681년(숙종 7년)   | 존호를 추상  | 금보   | 거북   |
| 태종     | 공정성덕신공문무예철성렬광효대왕지보 (恭定聖德神功文武睿哲成烈光孝大王之寶)                                 | 1683년(숙종 9년)   | 존호를 추상  | 금보   | 거북   |
| 태종     | 성덕신공건천체극대정계우문무예철성렬광효대왕지보 (聖德神功建天體極大正啓佑文武睿哲成烈光孝大王之寶)         | 1872년(고종 9년)   | 존호를 추상  | 금보   | 거북   |
| 원경왕후 | 원경왕후지보 (元敬王后之寶)                                                                                 | 16세기 말          | 존호를 추상  | 금인   | 거북   |
| 세종     | 영문예무인성명효대왕지보 (英文睿武仁聖明孝大王之寶)                                                         | 1450년(세종 32년)  | 시호를 추상  | 금보   | 거북   |
| 소헌왕후 | 소헌왕후지보 (昭憲王后之寶)                                                                                 | 1446년(세종 28년)  | 시호를 추상  | 금보   | 거북   |
| 문종     | 흠명인숙광문성효대왕지보 (欽明仁肅光文聖孝大王之寶)                                                         | 1452년(문종 2년)   | 시호를 추상  | 금보   | 거북   |
| 현덕왕후 | 현덕빈인 (顯德嬪印)                                                                                         | 1441년(세종 23년)  | 시호를 추증  | 금인   | 직각   |
| 현덕왕후 | 현덕왕후지보 (顯德王后之寶)                                                                                 | 1450년(세종 32년)  | 왕후로 추숭  | 금보   | 거북   |
| 현덕왕후 | 인효순혜현덕왕후지보 (仁孝順惠顯德王后之寶)                                                                 | 1454년(단종 2년)   | 존호를 추상  | 금보   | 거북   |
| 단종     | 순정안장경순돈효대왕지보 (純定安莊景順敦孝大王之寶)                                                         | 1698년(숙종 24년)  | 왕으로 복위  | 금보   | 거북   |
| 정순왕후 | 단량제경정순왕후지보 (端良齊敬定順王后之寶)                                                                 | 1698년(숙종 24년)  | 왕후로 복위  | 금보   | 거북   |
| 세조     | 승천체도열문영무왕보 (承天體道烈文英武王寶)                                                                 | 1457년(세조 3년)   | 존호를 헌상  | 옥보   | 거북   |
| 세조     | 승천체도열문영무지덕융공성신명예흠숙인효대왕지보 (承天體道烈文英武至德隆功聖神明睿欽肅仁孝大王之寶)         | 1471년(성종 2년)   | 시호를 추상  | 금보   | 거북   |
| 정희왕후 | 자성왕비지보 (慈聖王妃之寶)                                                                                 | 1457년(세조 3년)   | 존호를 헌상  | 옥보   | 거북   |
| 정희왕후 | 자성흠인경덕선열명순원숙휘신혜의대비지보 (慈聖欽仁景德宣烈明順元淑徽愼惠懿大妃之寶)                         | 1469년(예종 원년)  | 존호를 헌상  | 금보   | 거북   |
| 정희왕후 | 자성흠인경덕선열명순원숙휘신혜의신헌대왕대비지보 (慈聖欽仁景德宣烈明順元淑徽愼惠懿神憲大王大妃之寶)         | 1471년(성종 2년)   | 존호를 헌상  | 금보   | 거북   |
| 정희왕후 | 정희왕후지보 (貞熹王后之寶)                                                                                 | 1483년(성종 14년)  | 시호를 추상  | 금보   | 거북   |
| 예종     | 무승안민지보 (武勝安民之寶)                                                                                 | 1469년(예종 원년)  | -            | 금보   | 거북   |
| 예종     | 예종흠문성무의인소효대왕지보 (睿宗欽文聖武懿仁昭孝大王之寶)                                                 | 1469년(예종 원년)  | 시호를 추상  | 금보   | 거북   |
| 장순왕후 | 장순빈한씨지인 (章順嬪韓氏之印)                                                                             | 1460년(세조 6년)   | 시호를 추상  | 백철인 | 직각   |
| 장순왕후 | 휘인소덕장순왕후지보 (徽仁昭德章順王后之寶)                                                                 | 1472년(성종 3년)   | 시호를 추상  | 금보   | 거북   |
| 안순왕후 | 인혜왕대비지인 (仁惠王大妃之印)                                                                             | 1471년(성종 2년)   | 존호를 헌상  | 옥인   | 거북   |
| 안순왕후 | 안순왕후지보 (安順王后之寶)                                                                                 | 1499년(연산군 5년) | 시호를 추상  | 금보   | 거북   |